# Gliese 86 B
Gliese 86 B es una enana blanca perteneciente al sistema estelar Gliese 86 en la constelación de Erídano que se encuentra a una distancia de 35.9 años luz de la Tierra. Se encuentra a unas 21 UA de la estrella principal, Gliese 86 A, lo que convierte a Gliese 86 en uno de los sistemas binarios más pequeños que contienen un planeta. Fue descubierta en el año 2001 e inicialmente se sospechó que era una enana marrón, sin embargo, otras observaciones en el 2005 sugirieron que el objeto es probablemente una enana blanca, ya que su espectro no exhibe las características de absorción molecular típicas de las enanas marrones. Asumiendo que la enana blanca tenga una masa aproximada del 50% del Sol, una posible órbita para la estrella tiene un semieje mayor de 18,42 UA y una excentricidad orbital de 0,3974.